# Cuniculus (genre)
Agouti · Pacas
Pour les articles homonymes, voir Cuniculus, Agouti (homonymie) et Paca.
Famille
Synonymes
- Agoutidae Gray, 1821

Genre
Synonymes
- Agouti Lacépède, 1799
- voir texte

Les pacas (Cuniculus, anciennement Agouti) forment l'unique genre représentant la famille des Cuniculidae (anciennement Agoutidae). Ces rongeurs de taille moyenne ne doivent pas être confondus avec les agoutis ou les acouchis, d'aspect très proche.

## Taxinomie
La famille des Cuniculidae a été décrite pour la première fois en 1918 par les zoologistes américains Gerrit Smith Miller Jr (1869-1956), mammalogiste, et James Williams Gidley (1866-1931). Le genre Cuniculus avait été décrit en 1762 par le zoologiste et physicien français Mathurin Jacques Brisson (1723-1806).

### Liste d'espèces
Selon Mammal Species of the World (version 3, 2005)  (6 mai 2013), ITIS (6 mai 2013) et NCBI (6 mai 2013), on recense deux espèces dans cette famille :
- famille Cuniculidae Miller and Gidley, 1918
  - genre Cuniculus Brisson, 1762
    - Cuniculus paca (Linnaeus, 1766) - Paca
    - Cuniculus taczanowskii (Stolzmann, 1865) - Paca des montagnes

### Synonymes
Le genre admet les synonymes suivants :
- Agouti Lacépède, 1799, longtemps préféré avant que le taxon de Brisson soit rétabli par la Commission internationale de nomenclature zoologique en 1998.
- Caelogenus Fleming, 1822
- Caelogenys Agassiz, 1842
- Coelogenus Cuvier, 1807
- Coelogenys Illiger, 1811
- Mamcoelogenysus Herrera, 1899
- Osteopera Harlan, 1825
- Paca Fischer, 1814
- Stictomys Thomas, 1924

## Systématique
La classification de ces rongeurs a été longtemps débattue. Les auteurs hésitaient sur la famille, Agoutidae ou Dasyproctidae, et sur l'éventuelle sous-famille dans laquelle les classer, Agoutinae ou Cuniculinae. Toutefois, les données moléculaires montrent que l'ancienne grande famille des Agoutidae est plus certainement constituée de deux familles distinctes à part entière : les Cuniculidae d'une part et les Dasyproctidae d'autre part.
En 1982 et en 1997, Woods et McKenna & Bell classaient respectivement, quant à eux, ces deux familles dans la super-famille des Cavioidea, dans le micro-ordre des Caviomorpha.